# Большая Вишера (посёлок)
Больша́я Ви́шера — посёлок (ранее — посёлок городского типа) в Маловишерском муниципальном районе Новгородской области России.
Посёлок расположен на Приильменской низменности, на одноимённой реке Большая Вишера, в 58 км к северо-востоку от Великого Новгорода.
Железнодорожная станция на главном ходу Октябрьской железной дороги.

## Название
Хотя посёлок и называется Большой Вишерой, на самом деле он в несколько раз меньше районного центра — Малой Вишеры. Объяснение кроется в названии рек, на которых стоят эти два населённых пункта: реки Большая Вишера и её притока Малая Вишерка.

## История
Населённый пункт возник во второй половине XIX века как поселение при железнодорожной станции I класса Николаевской железной дороги на пути из Санкт-Петербурга в Москву. Рядом с поселением находился стекольный завод, купленный братьями Курженковыми в 1837 году. Первоначальным названием поселения было Концы (по наименованию близлежащей деревни), но в 1874 году станция (а с ней — и поселение) получила название Большая Вишера.
Как и лежавший рядом посад Малая Вишера, пристанционный посёлок Большая Вишера входил в состав Крестецкого уезда Новгородской губернии. 30 марта 1918 года постановлением Новгородского губисполкома был образован самостоятельный Маловишерский уезд. С 1 августа 1927 года Большая Вишера — в составе Маловишерского района Ленинградской области.
Указом Президиума Верховного Совета СССР от 11 сентября 1938 года населённый пункт Большая Вишера был отнесён к категории рабочих посёлков с включением в его черту деревни Концы Большевишерского сельсовета.
Во время Великой Отечественной войны посёлок Большая Вишера с 23 октября по 22 декабря 1941 года был оккупирован немецко-фашистскими войсками.
После образования 5 июля 1944 года Новгородской области посёлок Большая Вишера вместе со всем Маловишерским районом перешёл в её состав.
Со вступлением в силу 1 января 2006 года закона Новгородской области № 559-ОЗ от 11 ноября 2005 года «Об административно-территориальном устройстве Новгородской области» рабочий посёлок Большая Вишера стал административным центром Большевишерского городского поселения. Постановлением Новгородской областной думы № 936-ОД от 25 февраля 2009 года посёлок с 1 сентября 2009 года преобразован в сельский населённый пункт — посёлок Большая Вишера.

## Демография
| 1897  | 1926  | 1939  | 1959  | 1970  | 1979  | 1989  |
| ----- | ----- | ----- | ----- | ----- | ----- | ----- |
| 529   | ↗1690 | ↗4395 | ↘2703 | ↗2740 | ↗2802 | ↘2410 |
| 2002  | 2008  | 2009  | 2010  |       |       |       |
| ↘1853 | ↘1628 | ↘1585 | ↘1458 |       |       |       |

## Экономика
На базе ликвидированного стекольного завода работал деревообрабатывающий завод, выпускающий сборные дома.
В настоящее время на территории предприятия не производится никакой продукции.

## Средства массовой информации
В городе издаётся муниципальная газета «Большевишерский вестник».